# GAK Wyspa Skarbów

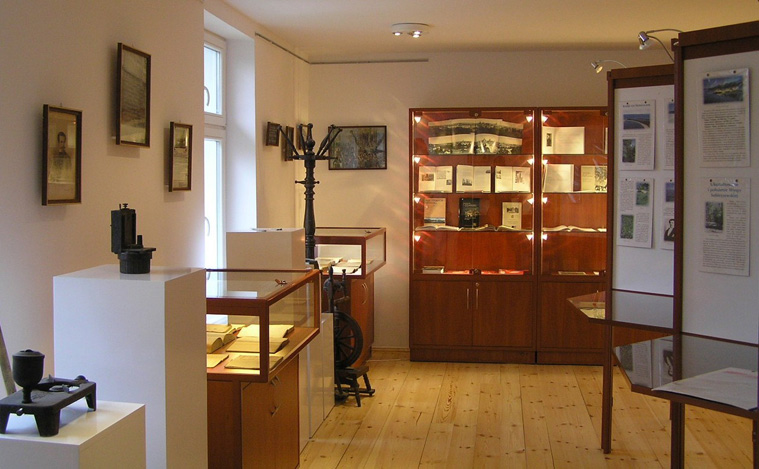
Dauerausstellung des Museums, 2008

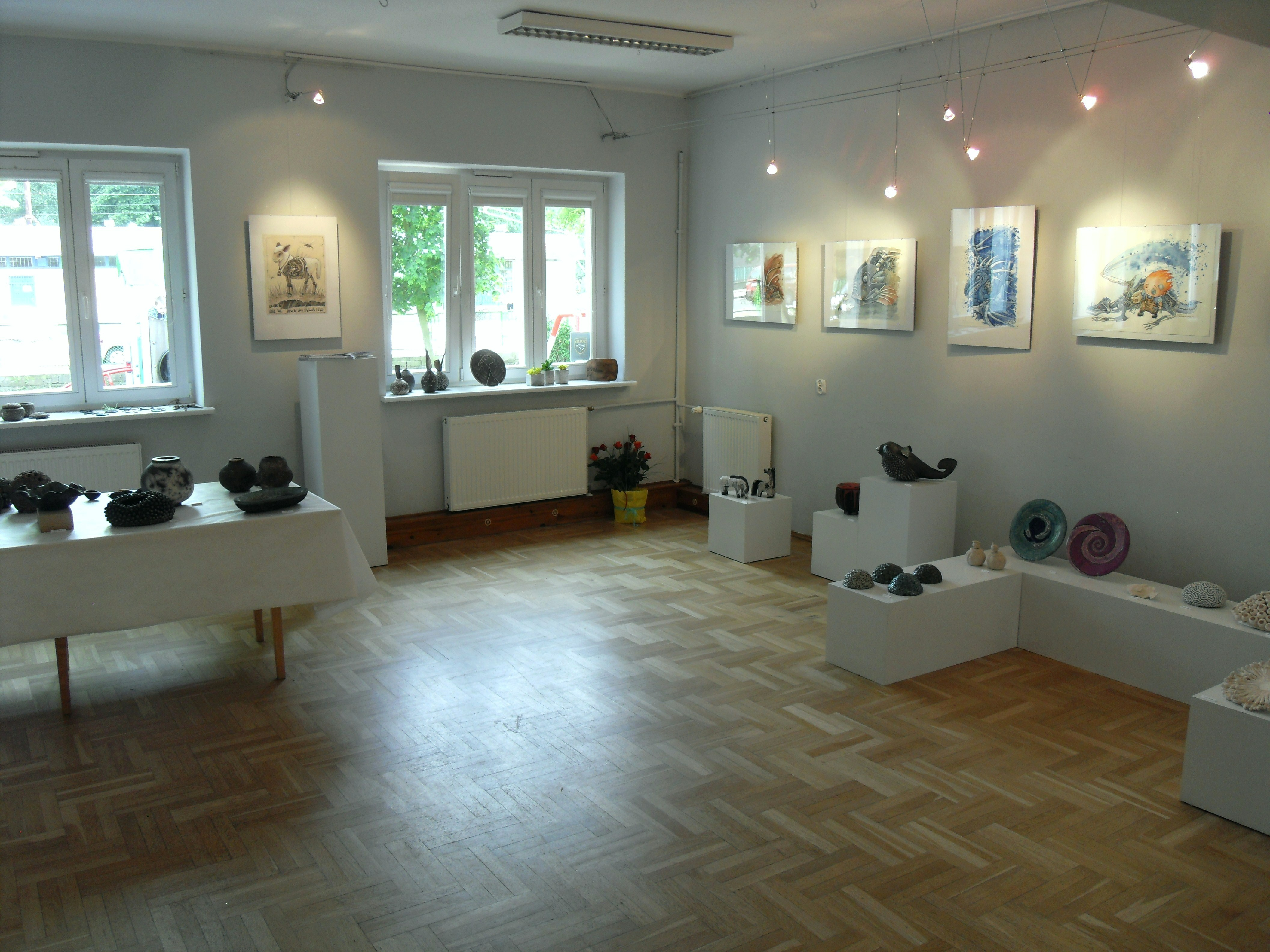
Kunstausstellung im Kulturzentrum, 2015

Die GAK Wyspa Skarbów (übersetzt Schatzinsel) umfasst ein Museum und Kulturzentrum in Danzig. Thema der Ausstellung im Stadtteil Sobieszewo (Bohnsack) sind die Wyspa Sobieszewska und das Werk Wincenty Pols. Betreiber ist die städtische Kulturinstitution „Gdański Archipelag Kultury“ (GAK, Danziger Archipel der Kultur).

## Centrum Wystawiennicze Wyspy Sobieszewskiej i Ujścia Wisły im. Wincentego Pola GAK

### Geschichte
Auf Initiative der Polskie Towarzystwo Turystyczno-Krajoznawcze (PTTK, Polnische Gesellschaft für Tourismus und Heimatkunde) wurde 1974 die Izba Pamięci Wincentego Pola (Wincenty-Pol-Gedenkstube) gegründet. Pol, der als „Vater der polnischen Geographie“ gilt und in der Bedeutung mit Carl Ritter verglichen wird, hielt sich 1831/1832 und 1840 längere Zeit in dieser Gegend auf. Er beschrieb die Landschaft des Żuławy Wiślane (Weichsel-Nogat-Delta), erstellte hydrographische Karten und schuf die Begriffe „Śmiała Wisła“ (übersetzt Kühne Weichsel) für den Weichseldurchbruch von 1840 und „Żuławy“ für das Gebiet der Werder.
Der erste Standort der Izba Pamięci war ein Raum der Grundschule „Szkoła Podstawowa nr 87“ in der ulica Tęczowa. Die Ausstellung bestand damals aus fünf Vitrinen. Drei Jahre später erfolgte der Umzug in Ausstellungsräume an den heutigen Standort in der ulica Turystyczna 3. Das Gebäude des um 1930 bekannten Hotels Lindenhof sowie des Restaurants und Cafés Bohnsack bestand bereits 1911. Nach Ende des Zweiten Weltkriegs beherbergte es die Schule und den Kindergarten, später auch die „Biblioteka na Wyspie“ als örtliche Zweigstelle der Woiwodschafts- und Stadtbibliothek. Als Sitz des Rats des Stadtbezirks Wyspa Sobieszewska und des Vereins der Freunde der gleichnamigen Insel wurde es durch den Siedlungsrat verwaltet.

### Gegenwart
Die Verwaltung der Izba Pamięci ging 2006 an die GAK-Zweigstelle Wyspa Skarbów über. Seit 2012 ist das Centrum Wystawiennicze Wyspy Sobieszewskiej i Ujścia Wisły im. Wincentego Pola GAK (Ausstellungszentrum der Insel Sobieszewska und der Weichselmündung „Wincenty Pol“ GAK). Die Sammlung des Museums umfasst Ausstellungsobjekte zum Leben und Werk von Wincenty Pol, die unter anderem von seinem Urenkel und vom Nationalmuseum in Lublin zur Verfügung gestellt wurden. Das Museum beherbergt auch ethnographische und Alltagsgegenstände aus dem Weichsel-Nogat-Delta und von der Wyspa Sobieszewska. Viele davon waren Spenden aus der Privatsammlung des Ethnographen und Museologen Longin Malicki. Zum 200. Geburtstag von Wincenty Pol veranstaltete das Museum seinen ersten internationalen Exlibris-Wettbewerb. Zu Beginn des Jahres 2023 umfasste die Exlibrissammlung etwa 2000 Werke aus dem In- und Ausland.
Im Bereich der Museumspädagogik bietet das Museum Workshops an. Themen sind „Mein maritimer Atlas“ zur Kartographie und „Insel der Baumeister“ zu den Klappbrücken oder zu den Wind- und Entwässerungsmühlen des Weichsel-Nogat-Deltas.

## Kulturzentrum GAK Wyspa Skarbów
Das GAK Wyspa Skarbów wurde 2004 als örtliche Filiale der städtischen Kultureinrichtung gegründet. Neben Wechselausstellungen in den Räumen des Kulturzentrums werden thematische Veranstaltungen, Besichtigungstouren und Wettbewerbe organisiert. Zu den regelmäßigen Kulturveranstaltungen gehören auch Festivals, Konzerte, sowie Theateraufführungen für Kinder und Erwachsene. Zum Bildungsangebot gehören Kurse und Workshops.

## Standort
Das GAK Wyspa Skarbów liegt an der ulica Turystyczna in der Ortsmitte von Sobieszewo. Es liegt östlich der Kirche, etwa 150 Meter von der Klappbrücke Most 100-lecia Odzyskania Niepodległości Polski (Brücke zum 100. Jahrestag der Wiedererlangung der Unabhängigkeit Polens) entfernt.